# Triunfosaurus
Triunfosaurus ("Ještěr z údolí Triunfo") je rod titanosaurního sauropodního dinosaura, žijícího v období spodní křídy (věky berrias až hoteriv, asi před 145 až 130 miliony let) na území státu Paraíba v dnešní Brazílii. Holotyp se sbírkovým označením UFRJ-DG 498 byl objeven v pískovcových sedimentech souvrství Rio Piranhas, jedná se o fragmentárně zachovalou fosilní kostru. Od ostatních titanosaurů se liší především proporcemi svých kostí sedacích. Šlo o vývojově primitivního titanosaura, jednoho z nejstarších známých zástupců této skupiny sauropodů. Typový druh T. leonardii popsal paleontolog Ismar de Souza Carvalho s týmem kolegů v roce 2017. Jednalo se o mohutného čtyřnohého býložravce s dlouhým krkem a ocasem. Příbuznými rody jsou například Malarguesaurus nebo obří Argentinosaurus.